# 1060 w polityce

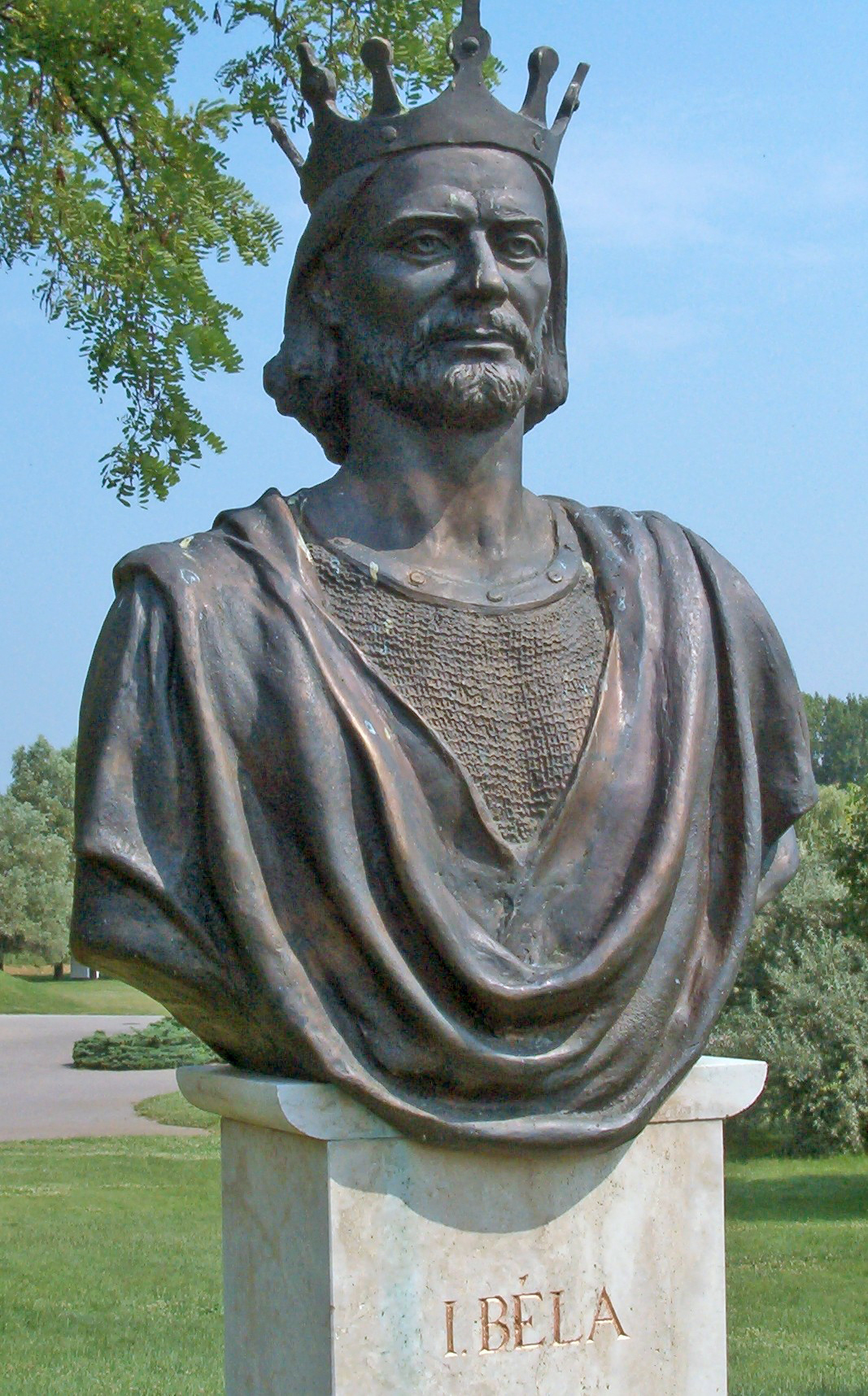
Bela I

Wydarzenia polityczne w 1060 roku.

## Wydarzenia
- Bela I został koronowany na króla Węgier[1][2].

## Zmarli
- Emund Stary, król Szwecji[3].